# Astéroïde de type Q

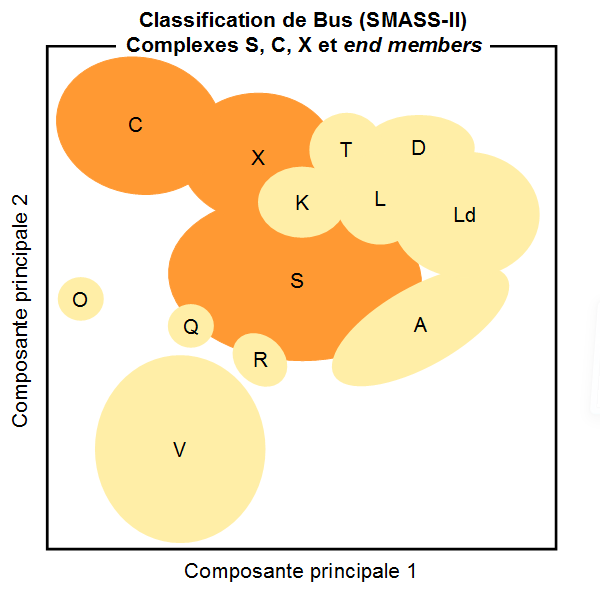
Complexes S, C et X et autres types dans l'espace des composantes 1 et 2 de la classification de Bus.

Le type Q (ou classe Q) est un type d'astéroïdes qui apparait dans les trois classifications spectrales usuelles de Tholen (1984), Bus (ou SMASS-II) (1999) et Bus-DeMeo (2009). C'est l'une des petites classes situées en périphérie directe du « complexe S » (dans l'espace des données spectrales), en proximité avec le type Sq des classifications de Bus et Bus-DeMeo.
À fin 2023, la base de données « Small-Body Database » du Jet Propulsion Laboratory compte 1666 astéroïdes pour lesquels le type SMASS-II (classification de Bus) est renseigné, dont 20 astéroïdes appartenant au type Q (1 %),.

## Historique
Le type Q a été introduit en 1984 par David J. Tholen dans le cadre de ses travaux sur une nouvelle démarche de classification spectrale basée sur le traitement statistique des récentes données de l'enquête Eight Color Asteroid Survey (ECAS). Cette introduction lui permettait de gérer le cas spécifique de (1862) Apollon. La lettre Q a été choisie pour marquer une proximité avec le type R.

## Propriétés

### Description spectrale
Les astéroïdes de type Q sont schématiquement caractérisés par un gradient moyennement rouge dans le visible avec un maximum vers 0,7 μm, une absorption profonde et arrondie vers 1 μm, suivie d'une une absorption plus ou moins nette vers 2 μm. Leur spectre peut être vu comme intermédiaire entre les types S et V d'une part ou A et V d'autre part. Ils sont tendanciellement plutôt brillants[réf. nécessaire].

### Hypothèses de composition et de liens avec les météorites
Comme pour l'ensemble du complexe S et des types voisins dans l'espace des données spectrales (types A, Q, R, K, L, parfois regroupés avec le complexe S comme formant le « groupe S »[réf. nécessaire]), les spectres sont interprétés comme révélant la présence de roches de surface riches en silicates.
Le gradient spectral assez marqué avant 0,7 μm est interprété par la présence de métaux et la large bande d'absorption vers 1 μm par la présence d'olivine et de pyroxène. Leur spectre est plus proche de celui des chondrites ordinaires (types H, L et LL) que pour tous les autres types spectraux d'astéroïdes[réf. nécessaire]. Ceci a conduit les astronomes à spéculer que ces astéroïdes sont relativement abondants mais que seuls quelques-uns ont été identifiés[réf. nécessaire].

### Situation dans le Système solaire et hypothèses d'origine
Les astéroïdes de type Q sont un type rare de la ceinture principale interne[réf. nécessaire].

## Exploration
En 1999, la sonde de la NASA Deep Space 1 survole l'astéroïde (9969) Braille, l'un des très rares de type Q alors identifiés, mais divers problèmes ne permettent que l'obtention de photographies distantes très peu détaillées et de quelques données spectrales peu précises dans l'infrarouge.